# جامعة بورنيو تاراكان
جامعة بورنيو تاراكان (بالإندونيسية: Universitas Borneo Tarakan)‏ هي مؤسسة تعليم عالي تقع في مدينة تاراكان، كالمنتان الشمالية، إندونيسيا. افتتحت رسميا في 9 أكتوبر 1999.

## كليات
- كلية الهندسة
- كلية الاقتصادية ودراسات التنمية
- كلية الحقوق
- كلية التربية والتعليم
- كلية الزراعة
- كلية علوم الأسماك وعلوم البحرية
- كلية علوم الصحية
- كلية الأعمال الزراعية
- كلية التقنية الزراعية
- كلية تربية الأحياء المائية
- كلية الإدارة
- كلية إدارة علوم البحرية
- كلية اللغة الإندونيسية وآدابها
- كلية اللغة الإنجلزية وآدابها
- كلية علم الأحياء
- كلية الرياضيات
- كلية الهندسة الكهربائية
- كلية الهندسة المدنية

## الوصلات الخارجية
- (بالإندونيسية) (بالإندونيسية) الموقع الرسمي للجامع بورنيو تاراكان